# Cynoglossum columnae
Cynoglossum columnae là loài thực vật có hoa trong họ Mồ hôi. Loài này được Biv. mô tả khoa học đầu tiên năm 1814.